# Yelicones wui
Yelicones wui är en stekelart som beskrevs av Chen och He 1995. Yelicones wui ingår i släktet Yelicones och familjen bracksteklar. Inga underarter finns listade i Catalogue of Life.